# Loxodocus orizabensis
Loxodocus orizabensis là một loài tò vò trong họ Ichneumonidae.